# آلن کرافورد (بازیکن فوتبال انگلستان)
آلن کرافورد (انگلیسی: Alan Crawford؛ زادهٔ ۳۰ اکتبر ۱۹۵۳) بازیکن فوتبال اهل بریتانیا است.
از باشگاه‌هایی که در آن بازی کرده‌است می‌توان به باشگاه فوتبال منزفیلد تاون، باشگاه فوتبال بث سیتی، باشگاه فوتبال روترهام یونایتد، باشگاه فوتبال اکستر سیتی، باشگاه فوتبال چسترفیلد، و باشگاه فوتبال بریستول سیتی اشاره کرد.